# Notophthiracarus conspicuus
Notophthiracarus conspicuus är en kvalsterart som beskrevs av Wojciech Niedbała 1989. Notophthiracarus conspicuus ingår i släktet Notophthiracarus och familjen Phthiracaridae. Inga underarter finns listade i Catalogue of Life.